# 石谷清正
石谷 清正（いしがや きよまさ、天正16年（1588年） - 明暦2年10月13日（1656年11月28日））は、江戸時代初期の旗本。石谷清定の次男。通称は友之助 。

## 生涯
父・清定の跡を継ぐ。慶長7年（1602年）、徳川家康に仕え御小姓となる。その後、御徒の頭となり、寛永10年（1633年）12月27日、500石を賜る。寛永16年（1639年）5月13日、致仕する。致仕する前に350石を賜っており、武蔵国多摩、上総国武射、下総国香取、甲斐国山梨四郡の知行地、合計1100石を所領とした。 